# Julius Noerr
Julius Noerr, né le 6 novembre 1827 à Munich et mort à Starnberg le 28 mai 1897, est un peintre paysagiste et de genre allemand.

## Biographie
Julius Noerr commence sa formation artistique en 1847 à l'Académie de Munich, d'abord auprès du peintre de batailles Feodor Dietz, mais change ensuite de genre et s'oriente vers les paysages auprès du peintre suisse Johann Gottfried Steffan (en). Avec Steffan, qui a principalement capturé le pays de Berchtesgaden dans ses photos, il a effectué divers voyages d'études à travers la Bavière. D'autres voyages d'études l'ont ensuite conduit à travers l'Allemagne, la Suisse et l'Italie du Nord.
Eduard Schleich a une grande influence sur Noerr, tout comme Adolf Heinrich Lier, avec qui il est ami. Vers 1865, Noerr vient pour la première fois à Chiemsee où il rejoint le cercle des peintres locaux autour de Hugo Kauffmann, qui organise des réunions communes à Prien am Chiemsee sous le nom de « Ours et Lions » („Bären und Löwen“). Comme Kauffmann, dont il devient également un ami proche, il se rend ensuite à Prien et s'y installe au début des années 1870.

Il épouse en 1872 à Munich Margaretha de Sykawa (1845°), sœur du Dr Johannes Burchart X, dernier d'une longue lignée de pharmacien.

## Galerie

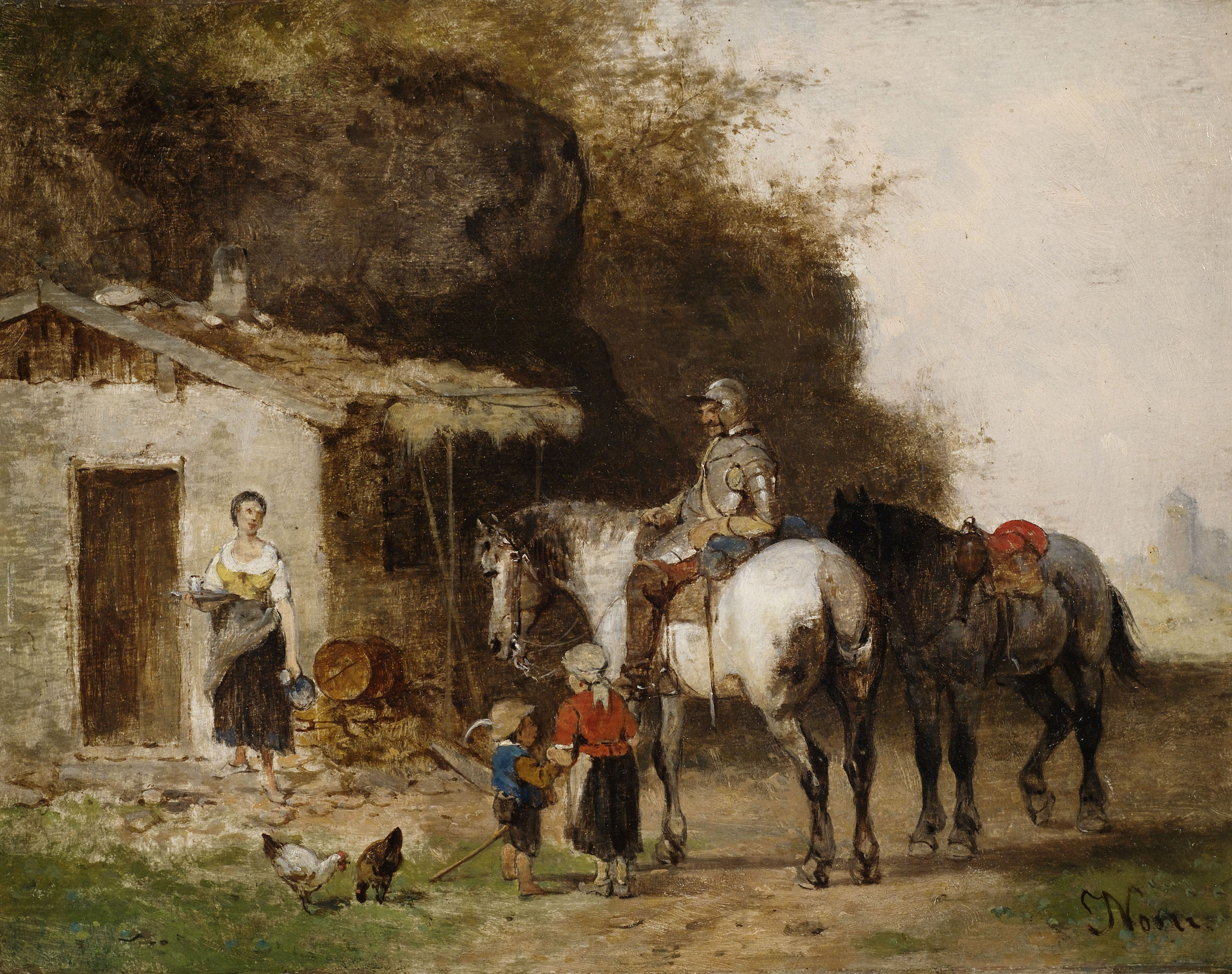
Evénement ("Rast"), vers 1897
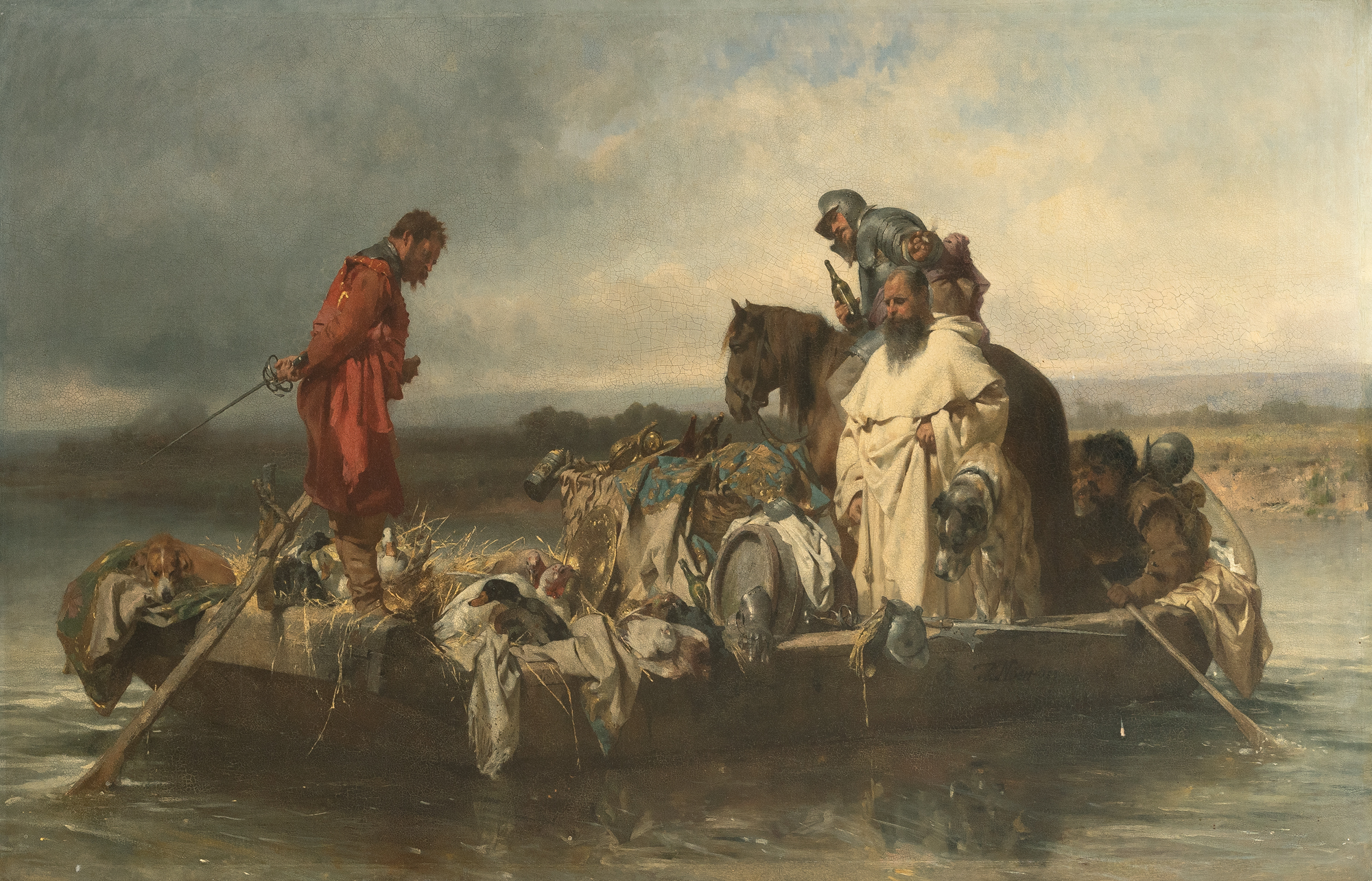
Raid sur le lac Chiemsee ("Beutezug am Chiemsee"), 1880
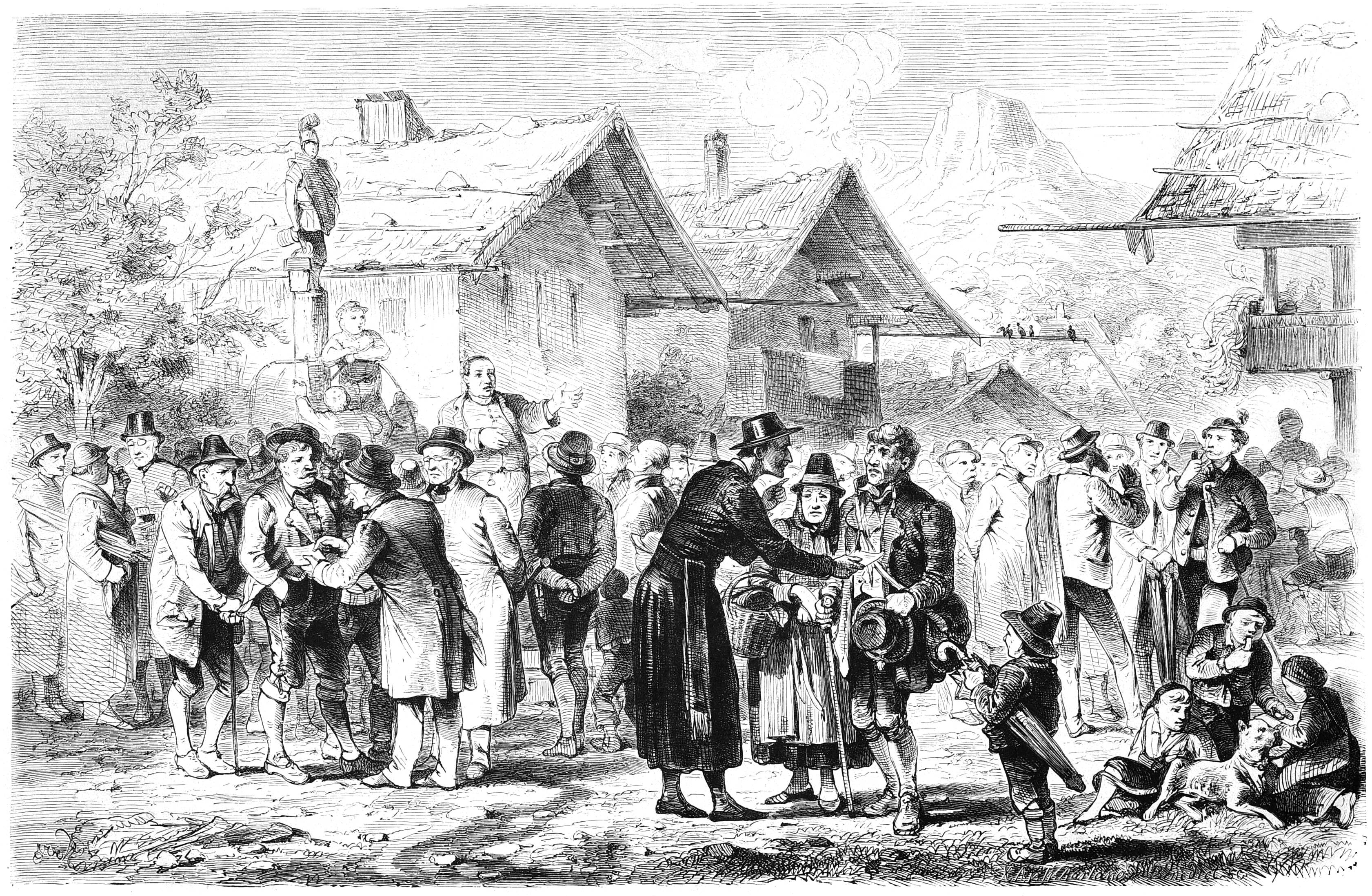
Le belvédère ("Die Gartenlaube"), 1869

## Littérature
- (de) « Noerr, Julius », dans Allgemeines Lexikon der Bildenden Künstler von der Antike bis zur Gegenwart., vol. 25 : Moehring–Olivié, Leipzig, E. A. Seemann, 1931.
- Noerr, Julius. In: Allgemeines Künstlerlexikon. Die Bildenden Künstler aller Zeiten und Völker (AKL). Band 7, Saur, Munich. 1993,  (ISBN 3-598-22747-7), p. 354.
- Noerr, Julius. In: Dr. Hermann Alexander Müller: Biographisches Künstler-Lexikon. Verlag des Bibliographischen Instituts, Leipzig 1882 (Digitalisat).
- Noerr, Julius. In: Friedrich von Boetticher: Malerwerke des 19. Jahrhunderts. Beitrag zur Kunstgeschichte. Band 2/1, Bogen 1–32: Mayer, Ludwig–Rybkowski. Fr. v. Boetticher’s Verlag, Dresde. 1898, p. 162–163